# Fritz Amann (Maler)
Fritz Amann (* 11. November 1878 in Untermhaus; † 25. Mai 1969 in Naumburg) war ein deutscher Maler.

## Leben
Fritz (Fritz Hans) Amann war ein Cousin der Mutter von Otto Dix, der bei ihm als Kind Modell saß. Nach dem Abschluss einer Lehrausbildung als Weber studierte er bei Max Thedy an der Großherzoglichen Kunsthochschule in Weimar, bei Ludwig Max Roth an der Kunstakademie Düsseldorf und bei Wilhelm von Debschitz und Hermann Obrist an der Debschitz-Schule in München. Er war dann in Detmold und Dresden, bevor er 1906 nach Naumburg zog. Er erstellte Porträts, Genrebilder, Plakate, Illustrationen und Grafiken. Häufig verwendete er die Pastelltechnik. Schon früh hatte er es „mit einer Heimatkunst in der Art von Hans Thoma zu einem gewissen Ansehen gebracht“
In der Zeit des Nationalsozialismus war Amann Mitglied der Reichskammer der bildenden Künste, in der DDR Mitglied im Verband Bildender Künstler.

## Tafelbilder (unvollständig)
- Weinlese am Steinmeister in Roßbach bei Naumburg (vor 1930; Öl auf Leinwand, 103 × 67 cm; Museum Schloss Neuenburg)[5]

- Blumen am Zaun (Öl, 91 × 131 cm; ausgestellt 1941 auf der Großen Deutschen Kunstausstellung in München und vom Nazi-Gauleiter Martin Mutschmann erworben. Galerie Neue Meister Dresden)[6]

- Königskerzen (Öl; ausgestellt 1943 auf der Großen Deutschen Kunstausstellung in München)[7]
- Übergang der Franzosen über die Unstrut (nach 1945; Öl auf Leinwand, 93,5 × 118 cm; Museum Schloss Neuenburg)[8]
- Landschaft bei Naumburg (Öl, 70 × 100 cm; 1973 auf der Dritten Deutschen Kunstausstellung)[9]

- Blumen an der Mauer (1952, Enkaustik)[10][11]
- Der Wald (1952, Enkaustik)[12][11]
- Selbstbildnis (Öl)[13][11]
- Das Gesicht des Generalkriegsvertrags (Triptychon; Öl)[14][11]
- Lampionszug 1. Mai (Öl)[15][11]

## Ausstellungen

### Ausstellungsbeteiligungen
- 1941 und 1943: München, Große Deutsche Kunstausstellung
- 1942: Berlin, Nationalgalerie, Große Berliner Kunstausstellung

- 1953: Dresden, Dritte Deutsche Kunstausstellung
- 1957: Naumburg, Ausstellung der Ortsgruppe des Verbandes Bildender Künstler

### Postume Einzelausstellungen
- 1970 und 1978 Naumburg, Heimatmuseum